# 源田孝
源田 孝（げんだ たかし、1951年〈昭和26年〉4月5日 生まれ ）、元空将補、元防衛大学校教授。
福岡県立門司高等学校を経て防衛大学校航空工学科卒業（第18期）。早稲田大学大学院公共経営研究科公共経営学修士（専門職）。専門は軍事史。
PwCアドバイザリー合同会社顧問。国際安全保障学会理事と軍事史学会監事を歴任。戦略研究学会監事。早稲田大学招聘研究員。
NHKの戦争特集番組で時代考証を担当。月刊「歴史街道」に定期的に軍事記事を投稿。

## 来歴
1974年、航空自衛隊に入隊し、兵器管制官として日本の防空の最前線で勤務する。
1992年、西部防空管制隊長として230名の部下を率いて九州の防空を担う。
1998年、北部防空管制群司令として370名の部下を率いて東北と北海道の防空を担う。
2001年、母校の防衛大学校で戦略教育室教授として勤務する。
2004年、幹部学校で戦史教育室長として勤務する。
2013年、文官となり防衛大学校で統率・戦史教育室教授として勤務する。
2018年、安全保障危機管理教育センター長を経て、48年の防衛省勤務を終える。
2023年、瑞宝小授章を受章する。

## 著書・論文

### 論文
- 「ポスト冷戦時代の米空軍戦略－ワーデン大佐の航空戦略を基に」『新防衛論集』（第28巻第1号、2000年6月）
- 「軍事における革命と米空軍の新たな航空戦略－非対称戦への対応に関する一考察」『防衛学研究』（第29号、2003年6月）
- "The Strategic Bombardment of U.S. Army Air Force against Japan during the Pacific War, Air Strategy of Mitchell, Arnold, Lemay"(28th International Congress of Military History, Norfolk, August 2003)
- 「ノモンハン航空戦再考」『軍事史学』（第45巻第4号、2010年3月）

### 著書
- 『アメリカ空軍の歴史と戦略』（芙蓉書房出版、2008年）
- 『アーノルド元帥と米陸軍航空軍』（芙蓉書房出版、2023年）

### 共著
- 『エア・パワー－その理論と実践』（芙蓉書房出版、2005年）
- 『関東軍全史』（新人物往来社、2012年）
- 『秘蔵写真でよみがえる大日本帝国軍人の肖像』（新人物往来社、2012年）
- 『大日本帝国陸海軍航空部隊全史』（KADOKAWA、2015年）
- 『地域から公共政策を考える』（早稲田大学公共政策研究所、2022年）

### 監修、翻訳、共訳
- 『戦略論体系⑪ ミッチェル』（翻訳、芙蓉書房出版、2006年）
- 『戦略の形成－支配者、国家、戦争（上・下）』（共訳、中央公論新社、2007年）
- 『ノモンハン航空戦全史』（監修・共訳、芙蓉書房出版、2010年）
- 『エア・パワーの時代』（監修・共訳、芙蓉書房出版、2014年）
- 『ヒトラーの宣伝兵器』（監修、悠書館、2015年）
- 『第2次世界大戦のミステリー』（監修・共訳、悠書館、2015年）
- 『なぜ国々は戦争をするのか』（共訳、図書刊行会、2015年）
- 『ニュートン・ミリタリーシリーズ F-15 EAGLE』（監修・共訳、ニュートンプレス、2020年）
- 『ニュートン・ミリタリーシリーズ F-16 FIGHTING FALCON』（監修・共訳、ニュートンプレス、2020年）
- 『ザ・ヒストリー 航空機大百科』（監修・共訳、ニュートンプレス、2020年）
- 『ニュートン・ミリタリーシリーズ ジェット戦闘機図鑑』（監修・共訳、ニュートンプレス、2020年）
- 『ニュートン・ミリタリーシリーズ 現代の戦闘機＆搭載兵器完全図鑑』（監修、ニュートンプレス、2021年）
- 『ニュートン・ミリタリーシリーズ 第5世代戦闘機完全図鑑』（監修・共訳、ニュートンプレス、2021年）
- 『ニュートン・ミリタリーシリーズ F-35 JOINT STRIKE FIGHTER（上・下）』（監修、ニュートンプレス、2021年）
- 『ニュートン・ミリタリーシリーズ SUKHOIロシア軍戦闘機』（監修・翻訳、ニュートンプレス、2021年）
- 『ワイルド・ブルー 米爆撃隊 死の蒼穹』（監訳・解説、早川書房、2022年）
- 『ニュートン・ミリタリーシリーズ 第二次世界大戦の日本の航空機大図鑑』（監修・翻訳、ニュートンプレス、2024年）

## 出演
- 『ファミリーヒストリー』第203回「草刈正雄」（NHK総合、2023年8月14日）
- 『戦艦大和　パイロットたちの終戦』（NHKBS、2025年8月2日）